# Cryptops haasei
Cryptops haasei är en mångfotingart som beskrevs av Carl Graf Attems 1903. Cryptops haasei ingår i släktet Cryptops och familjen Cryptopidae. Inga underarter finns listade i Catalogue of Life.